# Beltheim
Beltheim là một xã thuộc huyện Rhein-Hunsrück bang Rheinland-Pfalz, phía tây nước Đức. Xã Beltheim có diện tích 24,85 km², dân số thời điểm ngày 31 tháng 12 năm 2006 là 2034 người.